# Blue Mars
Blue Mars (рус. Голубой Марс) — компьютерная игра. «Blue Mars» - это научно-фантастический виртуальный мир, массовая многопользовательская онлайн-игра, которая разрабатывается компанией Avatar Reality. Данная игра базируется на концепции «пользователи сами создают то, что им хочется» и является сопоставимым аналогом Second Life.  Штаб-квартира базируется в Гонолулу, Гавайи, США.

## Сюжет
О сюжете игры на данный момент очень мало известно. Известно, что события игры будут развиваться в 2177 году на терраформированном Марсе. Вследствие этого Марс был колонизирован переселившимися с Земли людьми.

## Разработка
Разработка «Blue Mars» стартовала в начале 2007 года.
7 марта Avatar Reality лицензировала для «Blue Mars» игровой движок CryEngine 2, который разработан немецкой компанией Crytek. Бета-версия была запланирована на конец 2008 года, а релиз — на 2009 год.
В марте 2008 года на конференции разработчиков игр Game Developers Conference 2008 «Blue Mars» была официально анонсирована
В середине ноября 2008 года Avatar Reality в интервью сайту Eurogamer сообщила о том, что «Blue Mars» войдет в стадию бета-тестирования не в конце 2008 года, как было запланировано ранее, а в январе 2009 года. Разработчики заявили, что бета-тестирование игры будет продолжаться около трех месяцев, а релиз произойдёт в апреле 2009 года.

## Концепция Blue Mars
Blue Mars предлагает инструментарий и хостинг для желающих создать свой 3D-мир, а для пользователей интернета — возможность путешествовать по этим 3D-мирам, взаимодействуя/общаясь с окружающими. Инструментарий для создания 3D-мира (Blue Mars SDK) бесплатен и доступен для скачивания после регистрации в качестве разработчика (as developer) на официальном сайте. Для размещения созданного 3D-проекта на серверах Blue Mars необходимо приобрести хостинг на серверах компании. 
Помимо инструментов для создания окружения (мира), в SDK разработчика входят инструменты для импортирования одежды и других аксессуаров для аватаров. 

## Технологии
Blue Mars разрабатывается на базе модифицированного игрового движка CryEngine 2, который был создан немецкой компанией Crytek. 

## Рекомендуемые системные требования
«Blue Mars» нуждается в следующих системных требованиях:
- Платформа: x86-совместимый ПК или Mac (через Boot Camp)
- Операционная система: Windows XP, Windows Vista, Windows 7 (поддерживаются и x86 и x64 версии)
- Процессор: от 2 ГГц AMD/Intel
- Оперативная память: от 2Гб для Windows XP, от 4GB для Windows Vista/Windows 7
- Видеокарта: DirectX 10 с 512MB видеопамяти; NVIDIA — от 9600GT и выше; ATI — от Radeon 3870 и выше
- Монитор: разрешение 1280x960 пикс и выше.
- Дисковое пространство: минимум 4 Гб для установки клиентской части.

## Перспективы развития
Анонсирована поддержка OTOY — возможность посетить Blue Mars с любого поддерживающего Интернет-соединение устройства, включая КПК и смартфон.
Список ожидаемых улучшений и нововведений:
- Гибкие настройки для текстового чата
- Улучшенный механизм перемещения внутри мира и управления камерой
- Поддержка copy/paste и кликабельность ссылок в текстовом чате
- Улучшенный внешний вид/анимации аватаров, поставляемых по умолчанию
- Возможность модифицировать пропорции и сложение аватаров через SDK разработчика
- Возможность загружать свои анимации для аватаров через SDK разработчика + документация
- Возможность продавать модифицированные аватары и анимации
- Расширенный набор настроек лица аватара
- Автоконвертация jpg-текстур в формат игры (dds) в любом редакторе из SDK.
- Удобный механизм фоновой загрузки локаций в браузере локаций.